# João Carlos
João Carlos (sinh ngày 15 tháng 1 năm 1956) là một huấn luyện viên và cựu cầu thủ bóng đá người Brasil.

## Sự nghiệp Huấn luyện viên
João Carlos đã dẫn dắt Flamengo, Kashima Antlers, Atlético Paranaense, Nagoya Grampus Eight, Cerezo Osaka và Consadole Sapporo.